# Lijst van voetbalinterlands Servië - Zweden
Deze lijst van voetbalinterlands is een overzicht van alle officiële voetbalwedstrijden tussen de nationale teams van Servië en Zweden. De landen speelden tot op heden vijf keer tegen elkaar. Het eerste duel, een vriendschappelijke wedstrijd, werd gespeeld  in Belgrado op 1 april 2009. De laatste ontmoeting, eveneens een vriendschappelijke wedstrijd, vond plaats op 8 juni 2024 in Solna.

## Wedstrijden
| № | Plaats   | Datum             | Competitie                  | Wedstrijd       | Uitslag |
| - | -------- | ----------------- | --------------------------- | --------------- | ------- |
| 1 | Belgrado | 1 april 2009      | Vriendschappelijk           | Servië – Zweden | 2 – 0   |
| 2 | Solna    | 5 juni 2012       | Vriendschappelijk           | Zweden – Servië | 2 – 1   |
| 3 | Solna    | 9 juni 2022       | UEFA Nations League 2022/23 | Zweden − Servië | 0 – 1   |
| 4 | Belgrado | 24 september 2022 | UEFA Nations League 2022/23 | Servië − Zweden | 4 − 1   |
| 5 | Solna    | 8 juni 2024       | Vriendschappelijk           | Zweden − Servië | 0 − 3   |

## Samenvatting
| Competitie          | Totaal gespeeld | Winst Servië | Gelijk | Winst Zweden | Doelsaldo Servië – Zweden |
| ------------------- | --------------- | ------------ | ------ | ------------ | ------------------------- |
| UEFA Nations League | 2               | 2            | 0      | 0            | 5 − 1                     |
| Vriendschappelijk   | 3               | 2            | 0      | 1            | 6 − 2                     |
| Totaal              | 5               | 4            | 0      | 1            | 11 − 3                    |

## Details

### Eerste ontmoeting
| Vriendschappelijk (Belgrado, Servië, 1 april 2009): |              | |
| Servië | 2 – 0        | Zweden |
| Nikola Žigić 1' Boško Janković 82' | goals        | |
| Radomir Antić | bondscoach   | Lars Lagerbäck |
| Vladimir Dišljenković 35' Branislav Ivanović Ivan Obradović 67' Neven Subotić Nemanja Vidić Zdravko Kuzmanović Dejan Stanković 46' Miloš Krasić Milan Jovanović 46' Nikola Žigić 70' Danko Lazović 46' | opstellingen | Andreas Isaksson 46' Mikael Nilsson 46' Olof Mellberg Petter Hansson 71' Erik Edman Sebastian Larsson Rasmus Lindgren Viktor Elm 71' Christian Wilhelmsson Marcus Berg 46' Henrik Larsson |
| Bojan Isailović 35' Miloš Ninković 46' Gojko Kačar 46' Marko Pantelić 46' Aleksandar Kolarov 67' Boško Janković 70'                                                                                    | wissels      | 46' Adam Johansson 46' Daniel Majstorović 46' Daniel Nannskog 71' Anders Svensson 71' Oscar Wendt                                                                                         |
| - Debuut van Miloš Ninković (Dinamo Kiev) voor Servië. |              | |

### Tweede ontmoeting
| Vriendschappelijk (Solna, Zweden, 5 juni 2012): |              | |
| Zweden | 2 – 1        | Servië |
| Ola Toivonen 23' Zlatan Ibrahimović 52' (pen.) | goals        | 27' Neven Subotić |
| Erik Hamrén | bondscoach   | Siniša Mihajlović |
| Andreas Isaksson 71' Mikael Lustig 74' Olof Mellberg Andreas Granqvist Martin Olsson Rasmus Elm Sebastian Larsson 86' Anders Svensson 87' Kim Källström Zlatan Ibrahimović 81' Ola Toivonen 55' | opstellingen | 46' Branimir Aleksić Aleksandar Luković Neven Subotić 76' Ivan Obradović Nikola Maksimović Nemanja Tomić Zoran Tošić Raća Petrović 63' Aleksandar Ignjovski Darko Lazović 46' Dejan Lekić |
| Tobias Hysén 55' Johan Wiland 71' Jonas Olsson 74' Pontus Wernbloom 81' Christian Wilhelmsson 86' Samuel Holmén 87'                                                                             | wissels      | 46' Damir Kahriman 46' Stefan Šćepović 63' Nemanja Matić 76' Aleksandar Kolarov |
| - Debuut van Branimir Aleksić (Spartak Zlatibor Voda) voor Servië. |              | |